# Экология Норильска
Экология Норильска характеризуется многолетним экстремальным загрязнением атмосферы, почв и водоёмов тяжёлыми металлами и диоксидом серы. Выстроенный частично на вечной мерзлоте город страдает от изменения климата Арктики: ускоряющееся потепление (в 3,8 раза быстрее глобального) и промышленная тепловая нагрузка вызывают протаивание грунтов и к 2021 году уже привели к повреждению свыше 40 % жилых зданий.
В Норильске расположены одни из крупнейших месторождений полезных ископаемых в России, включая никель (70 % общероссийских запасов), медь, кобальт (72 %), платину (89 %), палладий, родий, серебро, теллур, селен и другие особо ценные металлы. Добычей и переработкой этих металлов занимаются входящие в «Норникель» Талнахская обогатительная фабрика, Надеждинский и Медный заводы.
При переработке сульфидных руд выделяются диоксид серы (SO₂) и тяжёлые металлы. К 1980-м Норильск стал одним из крупнейших точечных источников промышленного загрязнения атмосферы: по некоторым оценкам, на его долю приходилось до 1 % мировых выбросов SO₂ . В 2020 году уровень выбросов в атмосферу загрязняющих веществ (диоксид азота, тяжёлые металлы, фенолы и хлориды) предприятиями «Норникеля» составлял около 1,7 млн тонн в год.
Кислотные осадки уничтожили леса вокруг Норильска на многие десятки километров ещё в советское время, медленное замещение лесов другой растительностью началось в 2000-е. Токсичные стоки предприятий «Норникеля» загрязняют водоёмы, включая используемые для отдыха реки Амбарная и Далдыкан. В мае 2020 года авария на принадлежащей холдингу ТЭЦ‑3 привела к утечке более 20 000 тонн дизельного топлива — крупнейшей техногенной катастрофе в Арктике.
В 2010 году Норильск был признан самым экологически неблагополучным городом России, а в 2013 году попал в международный антирейтинг наиболее загрязнённых мест планеты: примерно 99 % населения города дышало воздухом с чрезвычайно высоким уровнем загрязнения, а 88 % почв содержало токсичные вещества. У норильчан в десять раз выше риск респираторных и иммунных заболеваний. По состоянию на 2011 год, средняя продолжительность жизни на 10 лет короче российской, смертность от рака лёгких в 1,2-2,5 раза выше среднероссийского уровня.
«Норникель» проводит программу снижения выбросов: в 2016 году закрыт Никелевый завод, с 2018 года реализуется «Серная программа» с целью уменьшить выбросы SO₂ на 90 %. Однако санкции, связанные с вторжением России в Украину, замедлили реализацию проекта. Даже при снижении объёма до 1 млн тонн в год компания останется одним из крупнейших источников SO₂ в мире.

## Особенности климата
Норильск расположен на полуострове Таймыр — севернее Полярного круга, в зоне вечной мерзлоты. Климат в регионе резко континентальный, среднегодовая температура составляет −10 °C, а абсолютный минимум достигает −57 °C. Положительные температуры в городе наблюдаются всего четыре месяца в году.
Экосистема Норильска отличается повышенной чувствительностью к внешним факторам из-за его арктического расположения, что делает регион уязвимым к изменениям климата и деятельности человека. Температура в Арктике повышается в 3,8 раз быстрее, чем в среднем по миру. Глобальное потепление ускоряет таяние льдов, ведёт к повышению уровня мирового океана и угрожает многим видам флоры и фауны. Дополнительную нагрузку на экосистему оказывают загрязнение окружающей среды, промышленная деятельность и другие формы антропогенного воздействия. Из-за низкой скорости разложения отходов в вечной мерзлоте промышленные аварии в Арктике вызывают более масштабные и долгосрочные экологические последствия.
Географическое положение Норильска во многом определило его застройку. В условиях вечной мерзлоты первые капитальные здания опирались на скальные породы, обеспечивая устойчивость конструкций. Позже был внедрён метод свайного фундирования, при котором сваи размещались в скважинах, выдолбленных в мерзлоте. Это позволило десятикратно сократить трудозатраты, и в два раза снизить стоимость строительства. Таяние вечной мерзлоты, на которую опираются сваи, приводит к постепенному проседанию фундаментов зданий. Этот процесс развивается стремительно — на 2017-й год, количество зданий, получивших повреждения в последние 10 лет, оказалось выше, чем за предшествующие 50 лет. По состоянию на 2021 год деформации уже затронули более 40 % зданий в Норильске, а строительство автомобильных и железных дорог стало значительно сложнее. Для замедления разрушения городской инфраструктуры в Норильске начали внедрять технологию термостабилизации грунта. Этот метод предусматривает установку системы трубопроводов вокруг свай, по которым циркулирует охлаждающий агент, замораживающий грунт и восстанавливающий его несущие свойства. К 2024 году удалось стабилизировать температуру грунта под восемью многоэтажными зданиями Норильска.

### Промышленная деятельность

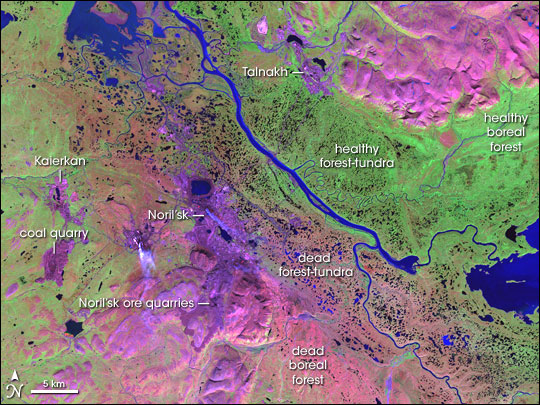
Карта загрязнения Норильска в 2001 году. Оттенки фиолетового и розового указывают на области загрязнения

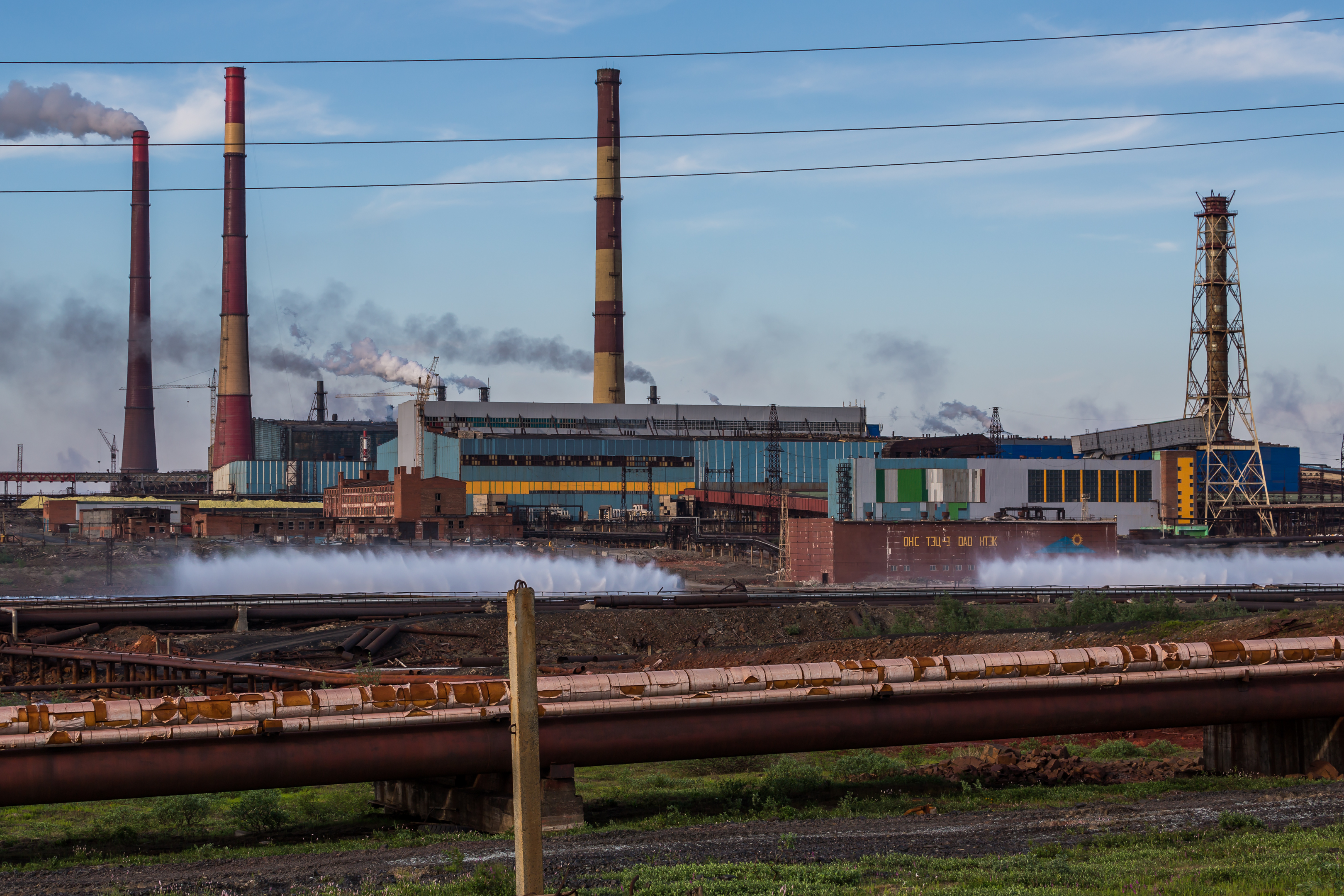
Надеждинский металлургический завод в 2016 году

### Загрязнение воды

Разлив дизельного топлива в Норильске, 31 мая и 1-е июня 2020 года

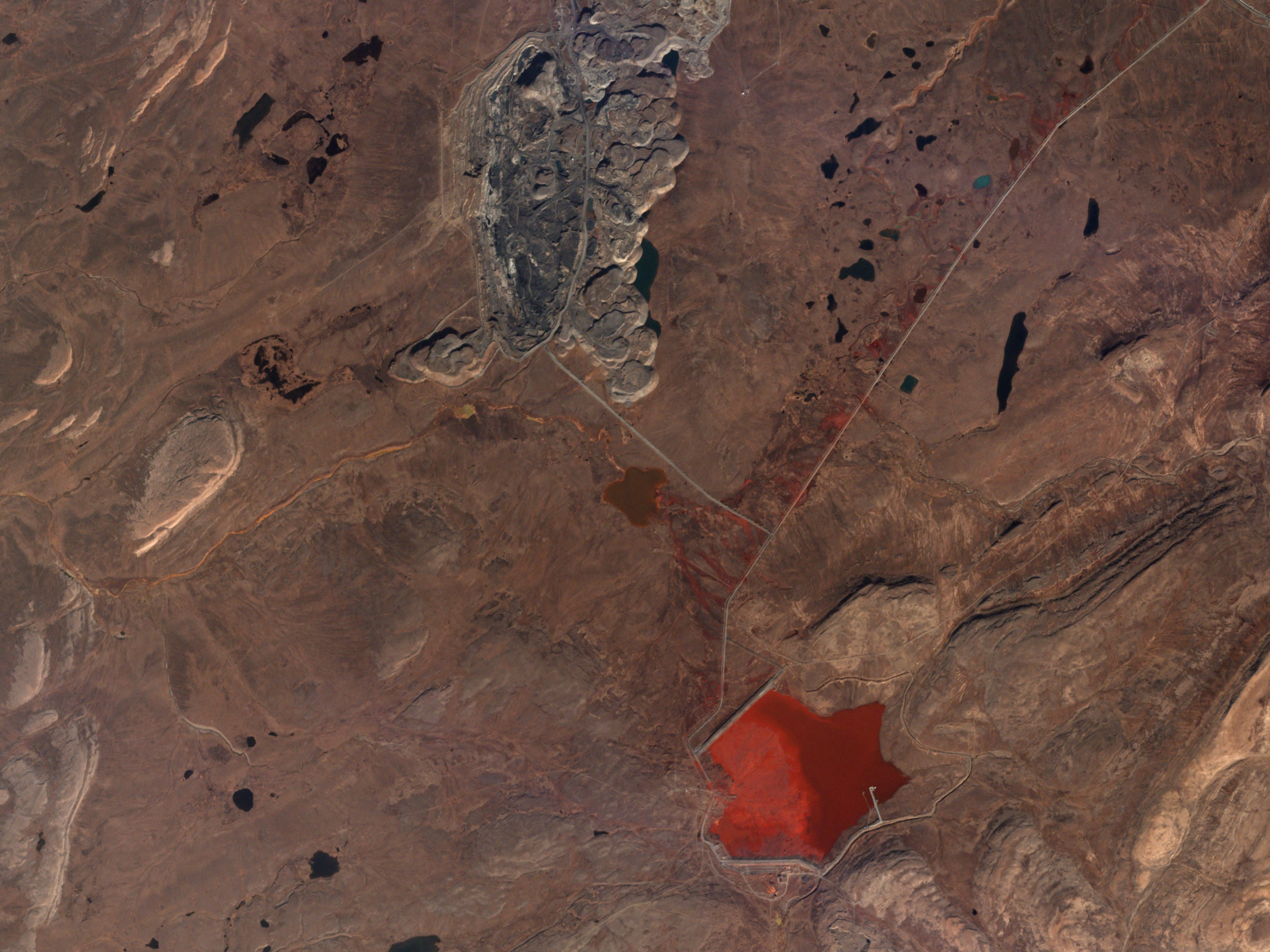
Спутниковые снимки, фиксирующие окрашивание воды реки Далдыкан в красный цвет из-за попадания сточных вод, 2016 год

### Загрязнение растительных покровов

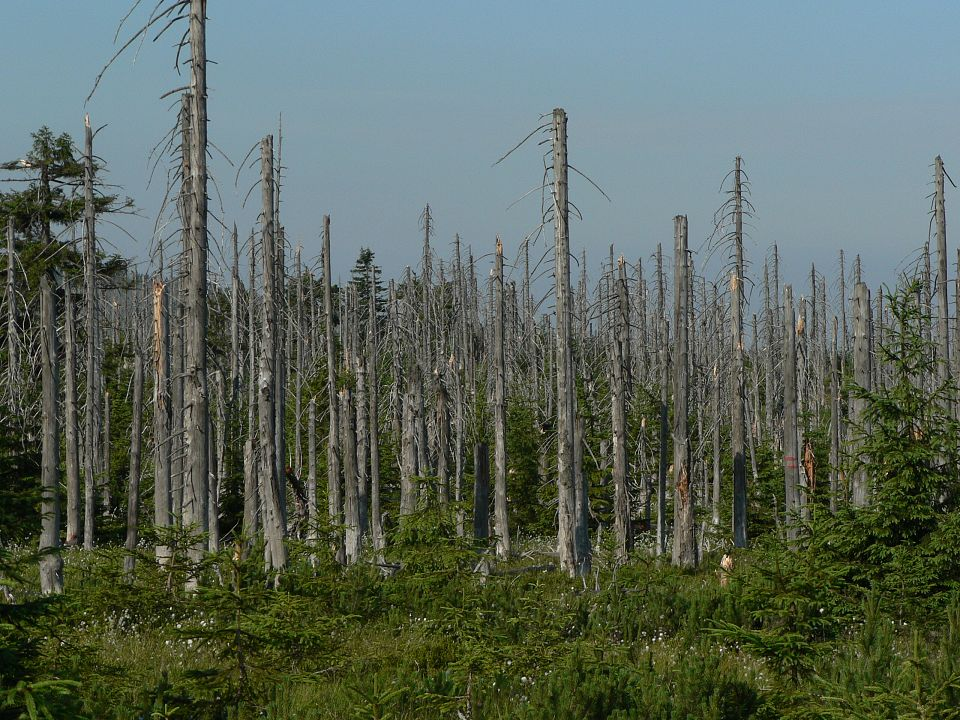
Лес Чехии после кислотного дождя как пример разрушительного влияния диоксида серы на растительность, 2006 год

## Гибель животного мира

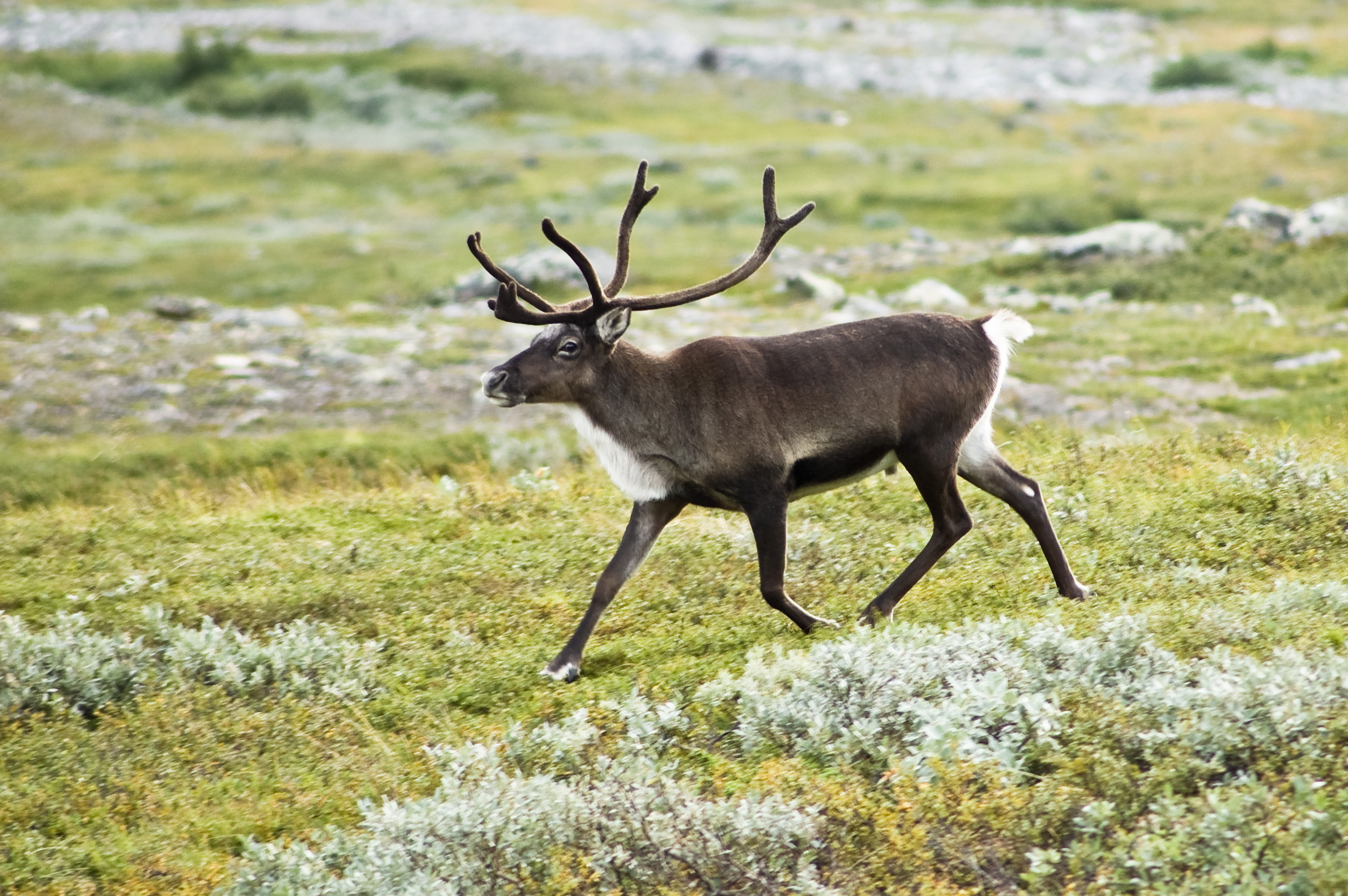
Северный олень, 2007 год